# Маринюв
Маринюв (пол. Maryniów) — село в Польщі, у гміні Мілеюв Ленчинського повіту Люблінського воєводства.
Населення — 246 осіб (2011).

## Демографія
Демографічна структура станом на 31 березня 2011 року:
|          | Загалом | Допрацездатний вік | Працездатний вік | Постпрацездатний вік |
| -------- | ------- | ------------------ | ---------------- | -------------------- |
| Чоловіки | 118     | 30                 | 74               | 14                   |
| Жінки    | 128     | 27                 | 65               | 36                   |
| Разом    | 246     | 57                 | 139              | 50                   |